# Synoda v Rouenu
Všeobecně se má za to, že první synodu v Rouenu uspořádal arcibiskup Saint-Ouen kolem roku 650. Dodnes se dochovalo šestnáct dekretů, jeden proti svatokupectví, ostatní o liturgických a kanonických záležitostech.
Pozdějším synodám předsedali:
- arcibiskup sv. Ansbert někdy mezi lety 689–693.
- arcibiskup Mauger v roce 1048.
- papežský legát Hermanfrid Sittenský v Lisieux v roce 1055, kdy byl pro své uvolněné mravy sesazen arcibiskup Mauger z Rouenu.
- arcibiskup Maurilius v roce 1055, který vypracoval krédo proti Berengariovi Tourskému, k němuž se přihlásili všichni nově zvolení biskupové.
- arcibiskup Jan z Bayeux, jeden v roce 1072 a dva v roce 1074, naléhal na církevní reformy.
- arcibiskup Vilém v roce 1096, kdy byly vyhlášeny dekrety koncilu v Clermontu (1095).
- arcibiskup Goisfred v roce 1118. Na této synodě požádal papežský legát Konrád shromážděné preláty a knížata, aby podpořili Gelasia II. proti císaři Jindřichu V. a jeho vzdoropapeži Burdinovi (Řehoř VIII.).
- stejný arcibiskup v roce 1119 a kardinál legát Matěj z Albana v roce 1128, aby prosadili duchovní celibát.
- arcibiskup Gualterus v roce 1190 a papežský legát Robert de Courçon v roce 1214, naléhali na duchovní reformu.

Další synody se konaly v letech 1223, 1231, 1278, 1313, 1321, 1335, 1342, 1445 a 1581. Synodu pořádanou arcibiskupem Jacquesem-Nicolasem Colbertem v roce 1699 odsoudil Fénelonův Maximes des Saints.
Poslední provinční synodě předsedal arcibiskup Louis-Marie-Edmont Blanquart de Bailleul v roce 1830.